# Giacomo de Quirini
Giacomo de Quirini (auch: Giacomo Quirini; * vor 1692 in Venedig; † nach 1710) war ein Militär, Bauverwaltungsbeamter, Kammerjunker und Diplomat.

## Leben
Der aus der Familie de Quirini stammende Venezianer war im Zeitraum von 1692 bis 1710 am Hofe des Kurfürsten von Braunschweig-Lüneburg in Hannover tätig. Dort wirkte er als Kavalier im Rang eines Obersts.
Im Jahr 1698 wurde der „Marquis Quirini“ als Kammerjunker und Baudirektor des hannoverschen Hofes mit dem Neubau von Schloss Herrenhausen beauftragt. Im Folgejahr 1699 führte er – im diplomatischen Auftrag – die Tochter des verstorbenen Herzogs Johann Friedrich, Prinzessin Amalie als Braut dem römisch-deutschen König und späteren Kaiser des Heiligen Römischen Reiches, Josef I., in Modena zu.
Für den durch die Kurfürstin Sophie am Herrenhäuser Schloss und dem Großen Garten  gebildeten „Musenhof“ zählte Quirini mit Leibniz, Ortensio Mauro, Agostino Steffani und anderen zum geistigen Zentrum Herrenhausens.
Ab 1708 arbeitete de Quirini – obwohl er kein Techniker war – als Leiter des landesherrlichen Bauwesens. Er wirkte unter anderem in Wolfenbüttel.

## Bekannte Werke
- 1704–1708: Erweiterung des Herrenhäuser Schlosses vor Hannover unter Leitung Quirinis[2]